# Rätikon
De Rätikon is een bergmassief in de Rätische Alpen (onderdeel van de Centrale Alpen bij de grens tussen het Oostenrijkse Vorarlberg, Liechtenstein en het Zwitserse Graubünden. Het ligt net ten oosten van de geologische grens tussen de oostelijke en westelijke Alpen en strekt zich uit tussen Montafon en de Rijn. De grens in het zuiden ligt bij Prättigau (dal van de Landquart), in het noorden bij Walgau. Aan de oostelijke kant ligt de Silvretta-groep, een ander deel van de Rätische Alpen.
Geologisch gezien bestaat de Rätikon vooral uit sedimentair gesteente (kalksteen).

## Pieken
In de Rätikon zijn er rond 300 benoemde pieken.
| De 10 hoogste pieken van de Rätikon | Andere pieken |
| --- | --- |
| - Schesaplana, 2964 m ü. M. - Panüelerkopf, 2859 m ü. A. - Salaruelkopf, 2841 m ü. M. - Felsenkopf, 2833 m ü. A. - Drei Türme, Großer Turm 2830 m ü. M. - Drusenfluh, hoofdpiek, 2827 m ü. M. - Madrisahorn, 2826 m ü. M. - Sulzfluh, hoofdpiek, 2817 m ü. M. - Sulzfluh, westelijke piek, 2812 m ü. M. - Schafköpfe, 2806 m ü. M. | - Wildberg, 2788 m ü. A. - Zimba, 2643 m ü. A. - Weißplatte, 2630 m ü. M. - Scheienfluh, 2627 m ü. M. - Naafkopf, 2571 m ü. M. - Falknis, 2560 m ü. M. - Grauspitz, 2599 m ü. M. - Kirchlispitzen, hoofdpiek, 2552 m ü. M. - Saulakopf, 2516 m ü. A. - Tilisuna-Schwarzhorn, 2460 m ü. A. - Galinakopf, 2198 m ü. A. - Tschaggunser Mittagspitze, 2168 m ü. A. - Golmer Joch, 2124 m ü. A. - Drei Schwestern, hoofdpiek, 2053 m ü. A. |

Het uitzicht vanaf de Jägglischhorn tussen St. Antönien en Klosters is schitterend: u kijkt uit over alle bergen van het Rätikon.

## Toerisme

### Bergspoorbanen
| In de Montafon/Vorarlberg: - Lünerseebahn in Brand - Golmerbahn in Vadans/Tschagguns - Bergbahnen Gargellen | In Graubünden: - Älplibahn Malans - Seilbahn Fanas - Madrisa Klosters Bergbahnen |

### Hutten
In het Vorarlberger gedeelte van de Rätikon bevinden zich de volgende hutten van de Deutscher Alpenverein, de Österreichischer Alpenverein en de Naturfreunde Österreich:
- Douglasshütte bij Brand
- Feldkircherhütte bij Feldkirch

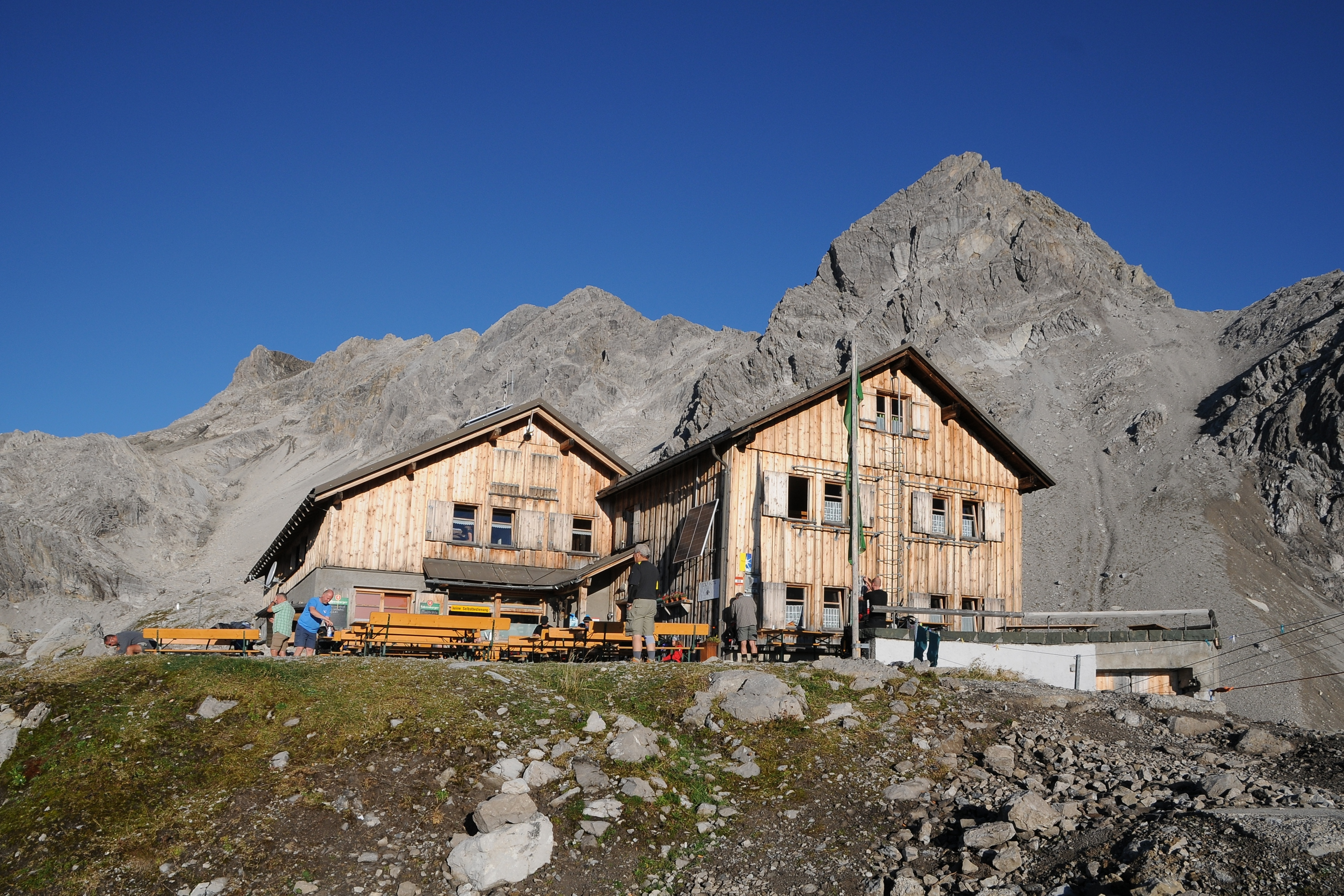
Totalphütte bij Brand

- Haus Matschwitz op Matschwitz bij Latschau
- Heinrich-Hueter-Hütte bij Vandans
- Lindauer Hütte bij Tschagguns
- Madrisahütte bij Gargellen
- Mannheimer Hütte bij Brand
- Tilisunahütte bij TschaggunsOberzalimhütte bij Brand
- Sarotlahütte bij Brand

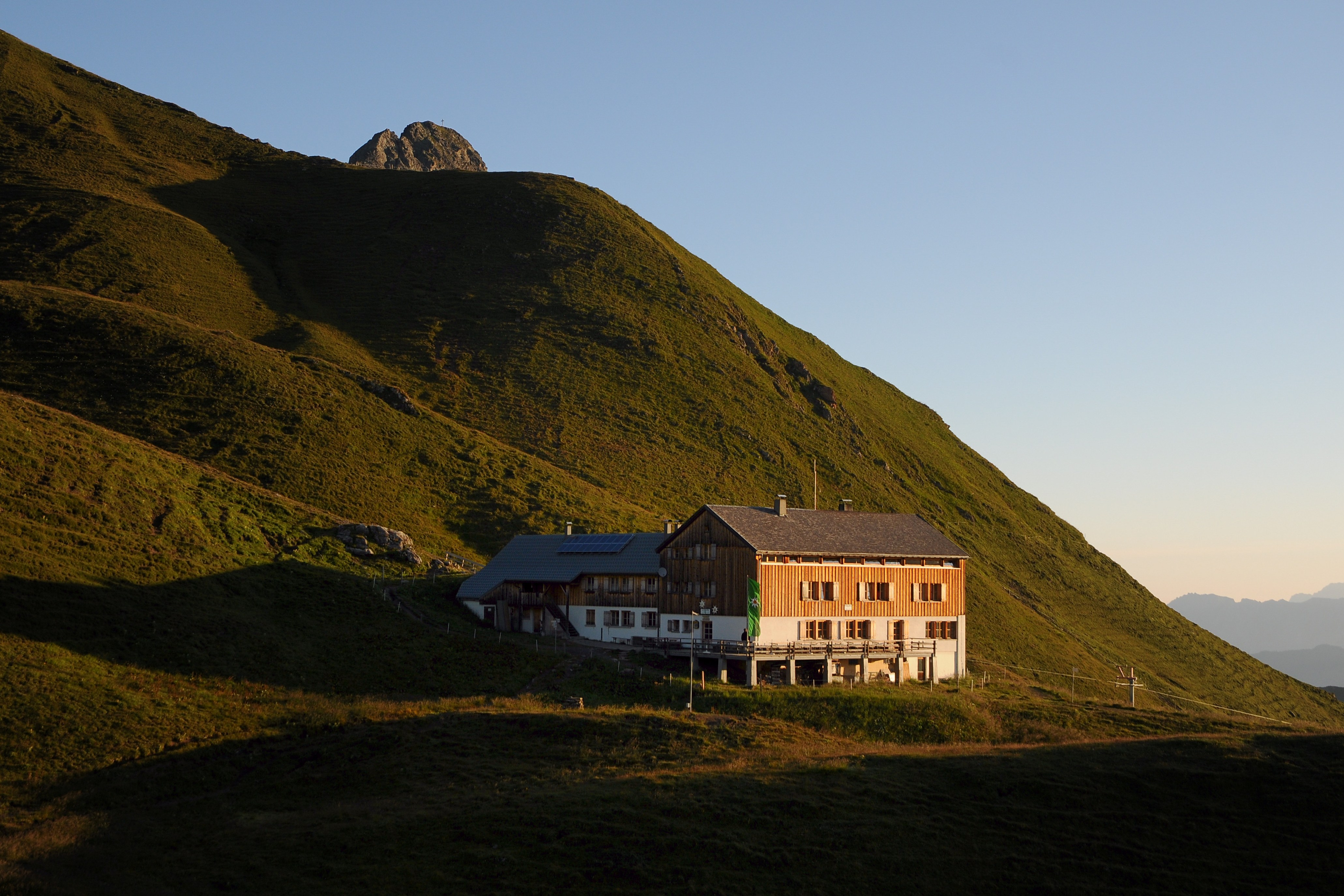
Tilisunahütte bij Tschagguns

- Schwabenhaus op de Tschengla bij Bürserberg
- Tilisunahütte bij Tschagguns
- Totalphütte bij Brand
- Alpengasthof Gamperdona in de Nenzinger Himmel

In het Liechtensteiner gedeelte van de Rätikon bevinden zich de volgende hutten van de Liechtensteiner Alpenverein:
- Gafadurahütte bij Nendeln
- Pfälzerhütte bij Steg

In het Bündner gedeelte van de Rätikon bevinden zich de volgende hutten van de Schweizer Alpen-Club en andere berghuizen:
- Enderlinhütte bij Maienfeld
- Schesaplanahütte bij Seewis im Prättigau
- Carschinahütte bij St. Antönien
- Berghuizen Sulzfluh en Alpenrösli bij St. Antönien

### Wandelpaden
De Via Alpina is een grensoverschrijdend wandelpad dat van Triëst naar Monaco door de Alpen loopt. Een gedeelte van de Via Alpina, de "Rode Weg (R)", loopt in de volgende zeven etappes door de Rätikon:
- Etappe R56 van Feldkirch naar de Gafadurahütte
- Etappe R57 van de Gafadurahütte naar Sücka
- Etappe R58 van Sücka naar de Pfälzerhütte
- Etappe R59 van de Pfälzerhütte naar de Schesaplanahütte
- Etappe R60 van de Schesaplanahütte naar de Carschinahütte
- Etappe R61 van de Carschinahütte naar St. Antönien
- Etappe R62 van Sankt Antönien naar Gargellen

De "Groene Weg (C)" van de Via Alpina loopt in de eerste etappe door de Rätikon:
- Etappe C1 van Sücka naar Vaduz

De Rätikon Tour is een tocht van negen dagen door alle drie oeverstaten. De dagelijkse tocht duurt tussen de drie en zeven uren. Het wordt aanbevolen om de tour tussen begin juli en midden oktober te doen.

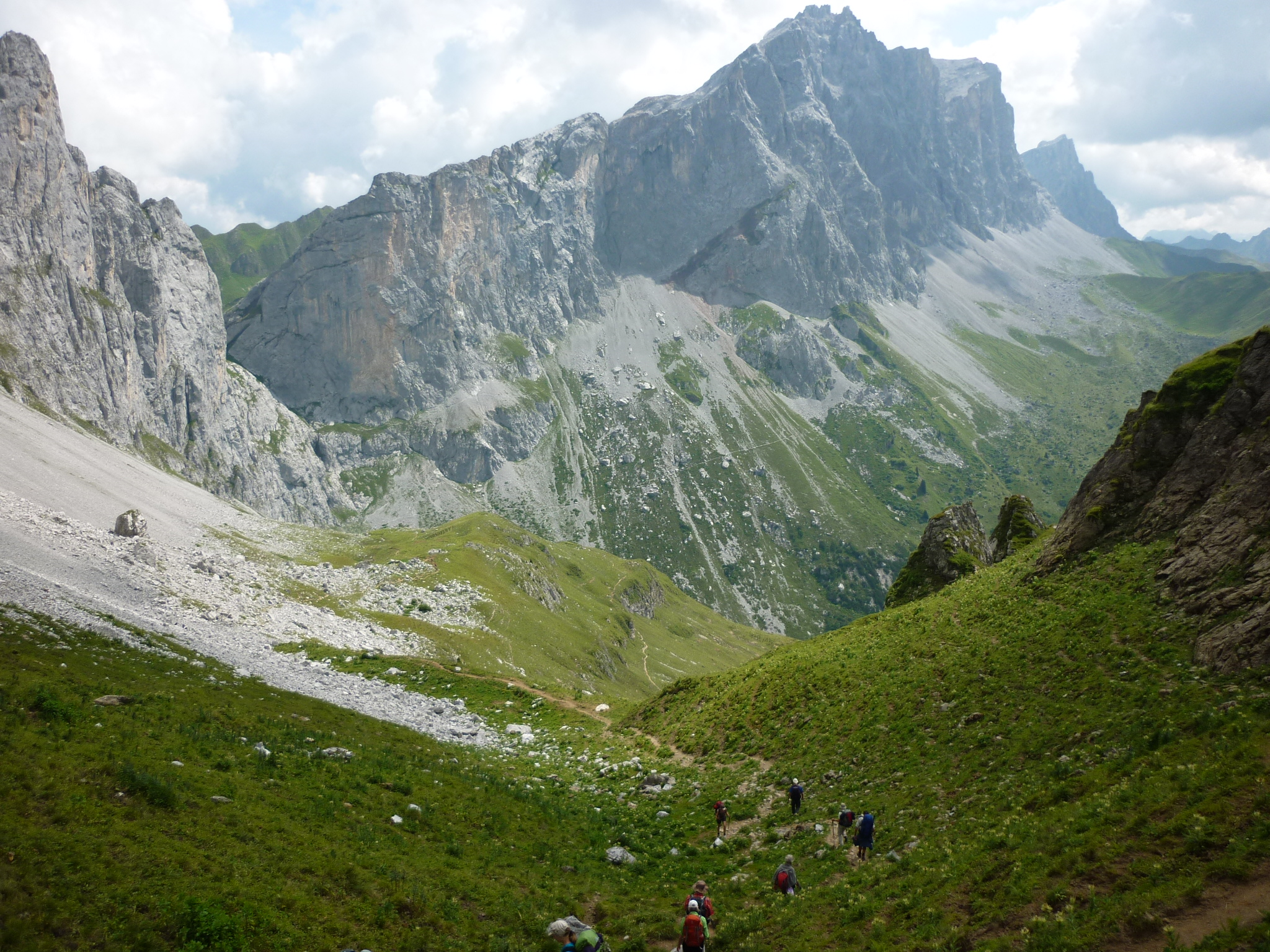
LAW Prättigauer Höhenweg (Zwitserland)

- LAW Prättigauer Höhenweg (Zwitserland)Etappe 1: Malbun – Sareiserjoch – Nenzinger Himmel
- Etappe 2: Nenzinger Himmel – Amotschonjoch – Niggenkopf – Brand
- Etappe 3: Brand – Lünersee – Lünerkrinne – Heinrich-Hueter-Hütte
- Etappe 4: Heinrich-Hueter-Hütte – Schweizertor – Öfenpass – Lindauer Hütte
- Etappe 5: Lindauer Hütte – Bilken Grat – Tilisunahütte – Plaseggenpass – Partnun, Berghaus Sulzfluh
- Etappe 6: Partnun – Carschinahütte
- Etappe 7: Carschinahütte – Gafalljoch – Schesaplanahütte
- Etappe 8: Schesaplanahütte – Hochjoch/Gr. Furka – Pfälzerhütte
- Etappe 9: Pfälzerhütte – Naaftal – Älple – Steg

De LAW Prättigauer Höhenweg loopt van Klosters naar Landquart.